# Jacques Santini
Pour les articles homonymes, voir Santini.
Jacques Santini, né le 25 avril 1952 à Delle dans le Territoire de Belfort, est un footballeur français devenu entraîneur. Il fut le sélectionneur des « Bleus » du 21 août 2002 au 25 juin 2004.

## Biographie

### De Lisieux à l'AS Saint-Étienne

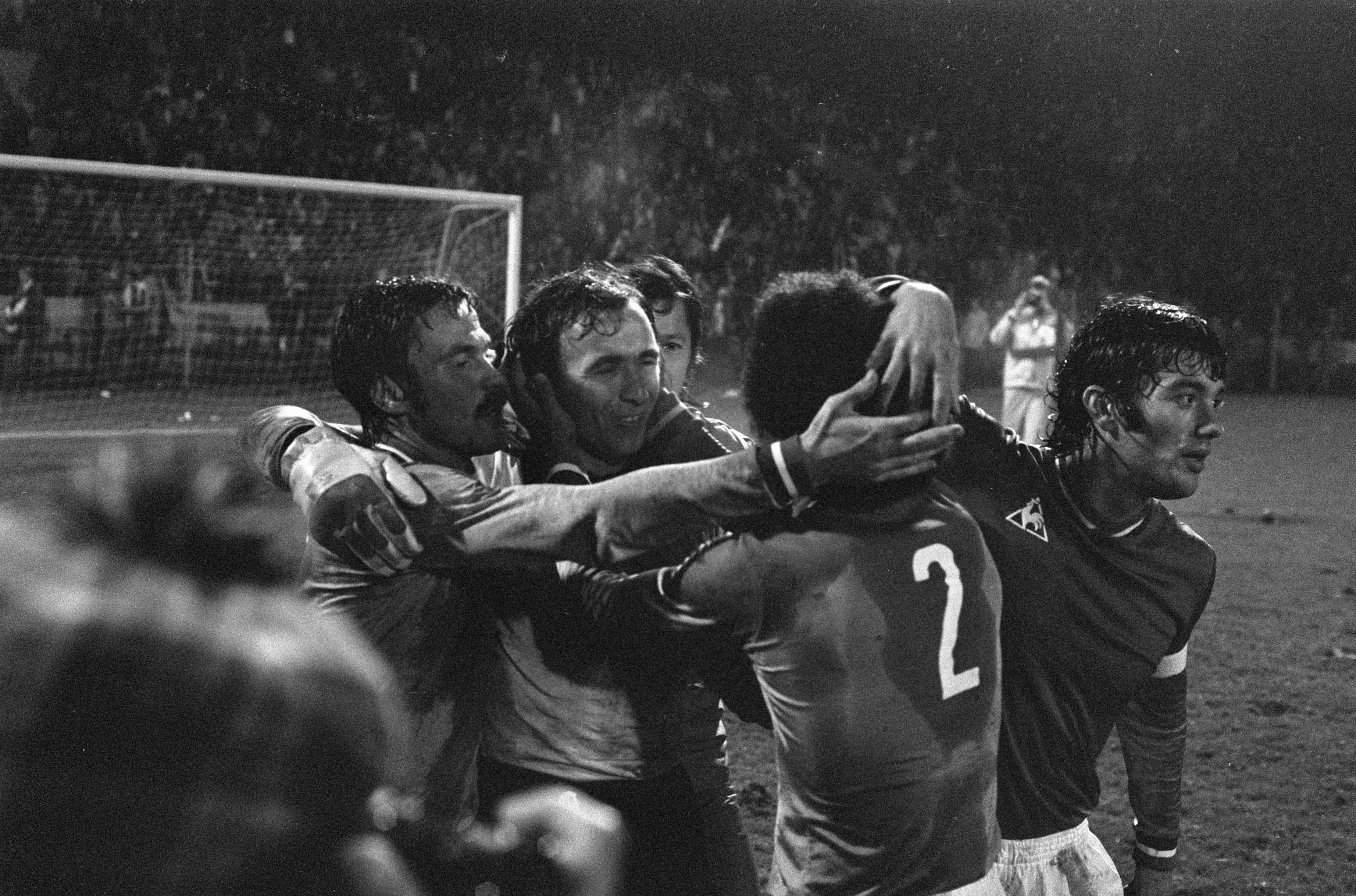
Joueurs stéphanois en 1976. Santini à droite.

Joueur professionnel, Jacques Santini effectue quasiment toute sa carrière à l'AS Saint-Étienne, dont il porte les couleurs entre 1969 et 1981.
Santini connaît ainsi les grandes heures des « Verts », avec lesquels il remporte quatre championnats de France, deux Coupes de France, et participe à la finale de la Coupe d'Europe des clubs champions en 1976, remportée par le Bayern Munich sur le score de 1-0, en remplacement de Christian Synaeghel blessé. Il demeure l'auteur d'un coup de tête sur la transversale de l'Hampden Park de Glasgow,. Il est le deuxième joueur stéphanois à avoir touché les fameux poteaux carrés durant ce match, après le tir de son coéquipier Dominique Bathenay.
Il termine sa carrière professionnelle au Montpellier La Paillade, puis au CA Lisieux, en troisième division, où il prend la place d'entraîneur-joueur, jusque-là occupée par Didier Notheaux, entre 1983 et 1985.

### La reconversion
Après avoir découvert un peu le métier d'entraîneur à Lisieux pendant deux ans, Santini connaît sa première grande expérience avec le Toulouse Football Club, entre 1985 et 1989. Il entraîne ensuite différents clubs de première division, comme le Lille OSC, l'AS Saint-Étienne et le FC Sochaux qu'il rejoint en cours de saison en décembre 1994.
Après une saison sans club, il encadre le stage estival de l'UNFP en 1996. Il est nommé directeur technique de l'Olympique Lyonnais à partir de 1997. Il devient ensuite l'entraîneur du club de 2000 à 2002. C'est avec Lyon qu'il gagne ses premiers titres d'entraîneur : une Coupe de la Ligue en 2001 et le titre de champion de France en 2002.
En juin 2002, son contrat s'achève sans qu'il n'en ait demandé le renouvellement, et il reprend son poste de directeur technique, ayant pris part à la désignation de son successeur sur le banc, Paul Le Guen.

### Sélectionneur national
Mais à peine quelques semaines plus tard, après l'échec des « Bleus » lors de la Coupe du monde 2002 en Asie, il est appelé en août 2002 pour succéder à Roger Lemerre. Il parvient à remporter la Coupe des confédérations en 2003, et à qualifier facilement, dans un groupe éliminatoire extrêmement faible (Chypre, Malte, Israël et Slovénie), les « Bleus » pour la phase finale de l'Euro 2004 au Portugal. La France fait aussi preuve d'une grande aisance et fait forte impression dans les matchs amicaux dont notamment une victoire écrasante face à l'Allemagne chez elle (3-0).
Fort de ce bilan, il souhaite obtenir une prolongation de son contrat au-delà de l'Euro, tandis que la fédération souhaite attendre les résultats de l'équipe de France au Portugal avant de renouveler sa confiance à son sélectionneur. Santini prend alors son monde de vitesse en annonçant quelques jours avant le début de la compétition sa signature dans le club anglais de Tottenham pour la saison 2004-2005. À l'Euro, les « Bleus » de Santini ne brillent guère. Après un premier tour satisfaisant où les "Bleus" terminent premiers devant l'Angleterre et la Croatie, ils se font cependant éliminer par la grande surprise de la compétition en quart de finale, la Grèce, futur vainqueur du championnat d'Europe.
En deux ans il aura cependant été le sélectionneur ayant présenté le meilleur bilan à la tête de l'équipe de France avec 22 victoires, 4 nuls et 2 défaites.

### Échec en Angleterre et retour en France
Comme annoncé, il rejoint alors aussitôt Tottenham. Mais l'aventure anglaise est brève. Il démissionne de son poste après seulement cinq mois et treize matches à la tête de l'équipe, officiellement pour « problèmes personnels », mais à la suite de problèmes internes liés à l'organigramme des Spurs, et plus particulièrement avec Frank Arnesen, le directeur sportif.
Le 8 juin 2005, il remplace Guy Roux au poste d'entraîneur de l'AJ Auxerre. Après une saison acceptable (sixième place en Ligue 1, qualification pour la Coupe Intertoto), il annonce son départ dès le 17 mai 2006.
Jacques Santini est souvent décrit par les journalistes sportifs comme un « mystère ». En effet, plus encore que ses prédécesseurs Aimé Jacquet et Roger Lemerre, Santini est rétif à parler aux journalistes et parvient à éluder les questions. Les Guignols de l'info caricaturent ce trait en en faisant une personne franche mais qui parle très lentement.
En mai 2008, il est approché par la fédération tunisienne pour occuper le poste de sélectionneur de l'équipe nationale, mais refuse l'offre de contrat au dernier moment, pour un désaccord avec la date d'entrée en vigueur du contrat (le 1er juillet 2008) et sur la nationalité de son adjoint, qu'il voulait français, alors que la FTF le voulait tunisien. Il refuse également le poste au Heart of Midlothian Football Club, club écossais de première division.
En janvier 2010, il est nommé à un rôle de conseiller bénévole à la politique sportive de l'AS Saint-Étienne,. Président de la commission sportive de l'ASSE, il démissionne à l'issue de la saison.

### L'homme de l'ombre
La suite de la carrière de Jacques Santini est pour le moins atypique, après avoir entrainé de grandes formations il accepte le 1er juin 2010 de rejoindre la direction technique du Racing Club de Lens, en remplacement de Dominique Cuperly. Il est chargé d'assister Jean-Guy Wallemme et de lui « apporter son expérience », mais aussi de la « protection et de l'accompagnement » pour la suite de sa carrière. En janvier 2011, peu après le licenciement au poste d'entraineur de Jean-Guy Wallemme, le contrat de Jacques Santini est lui aussi résilié.
Il est également consultant Canal+, il participe à l'émission The Specialists ainsi qu'au 11 d'Europe.
En janvier 2013, il accepte un nouveau rôle "en retrait" en devenant manager général du Paris FC alors mal classé en championnat National.

## Palmarès

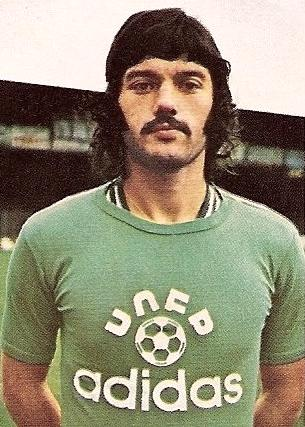
Jacques Santini en 1974.

### De joueur
AS Saint-Étienne :
- Champion de France : 1974, 1975, 1976, 1981
- Vainqueur de la Coupe de France : 1975, 1977
- Finaliste de la Coupe de France : 1981
- Finaliste de la Coupe d'Europe des clubs champions : 1976

### D'entraîneur
Olympique lyonnais :
- Vainqueur de la Coupe de la Ligue : 2001
- Champion de France : 2002
- Entraîneur français de l'année par France Football : 2002

 Équipe de France :
- Vainqueur de la Coupe des confédérations : 2003